# زبان اشاره رواندایی
زبان اشاره رواندایی زبان اشاره‌ای است که توسط ناشنوایان و کم شنوایان در رواندا استفاده می‌شود.